# Nabil
Nabil är ett förnamn. Namnet är arabiskt och ett väldigt vanligt sådant. Det betyder bland annat generös, stark, gästvänlig och ädel. 
År 2019 fanns det 188 kvinnor och 1339 män hade Nabil som förnamn i Sverige, varav 959 som tilltalsnamn. Samtidigt hade 255 kvinnor namnet Nabila, därav 233 som tilltalsnamn.